# Баррету Лобату, Изабел
Изабел Баррету Лобату (порт. Isabel Barreto Lobato; 1948 — 8 декабря 1975) — восточнотиморская политическая и общественная деятельница, активистка Революционного фронта за независимость Восточного Тимора (ФРЕТИЛИН) и участница движения за независимость от Португалии. Баррету Лобату была ведущим членом Женской ассоциации ФРЕТИЛИН во время провозглашения независимости Восточного Тимора в ноябре 1975 года. Была женой Николау душ Реиша Лобату, занимавшего пост премьер-министра Демократической Республики Восточный Тимор в течение девяти дней до индонезийского вторжения, в ходе которого сама она была убита оккупантами.

## Биография
Баррету Лобату родилась в 1948 году в деревне Базартете (Португальский Тимор). Она вышла замуж за Николау душ Реиша Лобато на католической свадебной церемонии в часовне в родной деревне в 1972 году. Оба занимали руководящие посты в левом антиколониальном движении ФРЕТИЛИН. У пары родился сын Жозе Мария Баррету Лобату.
7 декабря 1975 года Индонезия вторглась в Восточный Тимор вскоре после того, как страна в одностороннем порядке провозгласила независимость от Португалии 28 ноября. Изабел Баррето Лобато с маленьким сыном и другие члены политического руководства ФРЕТИЛИН были захвачены индонезийскими оккупантами. Изабел подверглась сексуальному насилию со стороны солдат оккупационных сил и смогла отдать своего сына Жозе своей сестре Олимпии только в последний момент.
На следующее утро, 8 декабря, Баррету Лобату и десятки других мирных жителей отвезли на пристань Дили, где они были застрелены индонезийскими войсками, а их трупы — сброшены в гавань. Среди других людей, убитых вместе с Баррету Лобату во время этой массовой внесудебной казни, были Роза Бонапарт, Бернардину Бонапарт и Франсишку Боржа да Кошта, автор национального гимна Восточного Тимора.
Её муж Николау душ Реиш Лобату сумел бежать в горные внутренние районы с началом вторжения. Николау Лобату организовал и руководил партизанской войной против индонезийской оккупации, пока не был убит в 1978 году индонезийскими войсками во главе с лейтенантом Прабово Субианто.
В результате 24-летней индонезийской оккупации погибло около 200 000 жителей Восточного Тимора. Только в 2002 году была достигнута независимость Тимор-Леште, в котором сестра Изабел Паскоэла Баррету смогла стать дипломатом.